# Marko Marulić

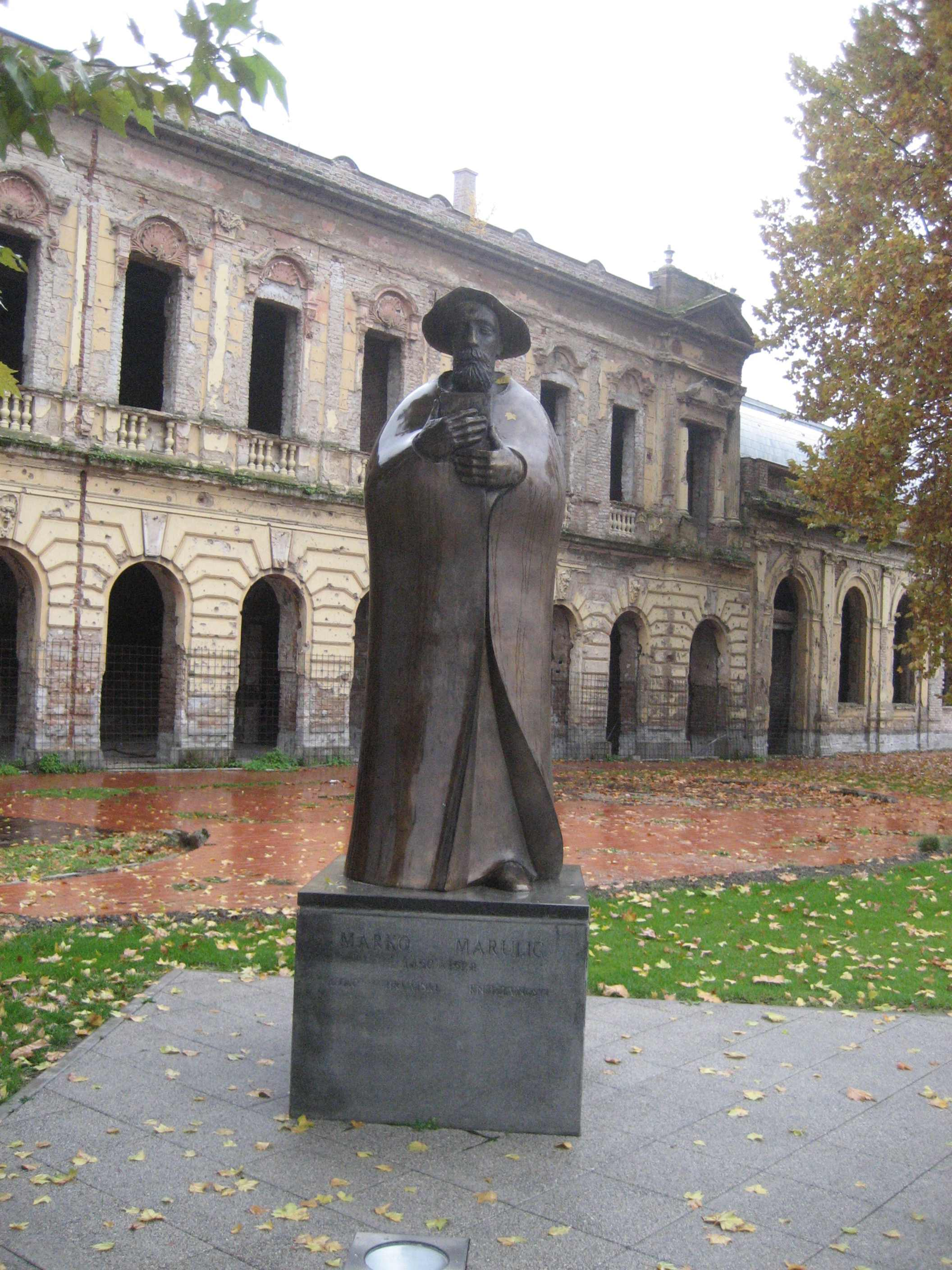
Marko-Marulić-Denkmal in Vukovar

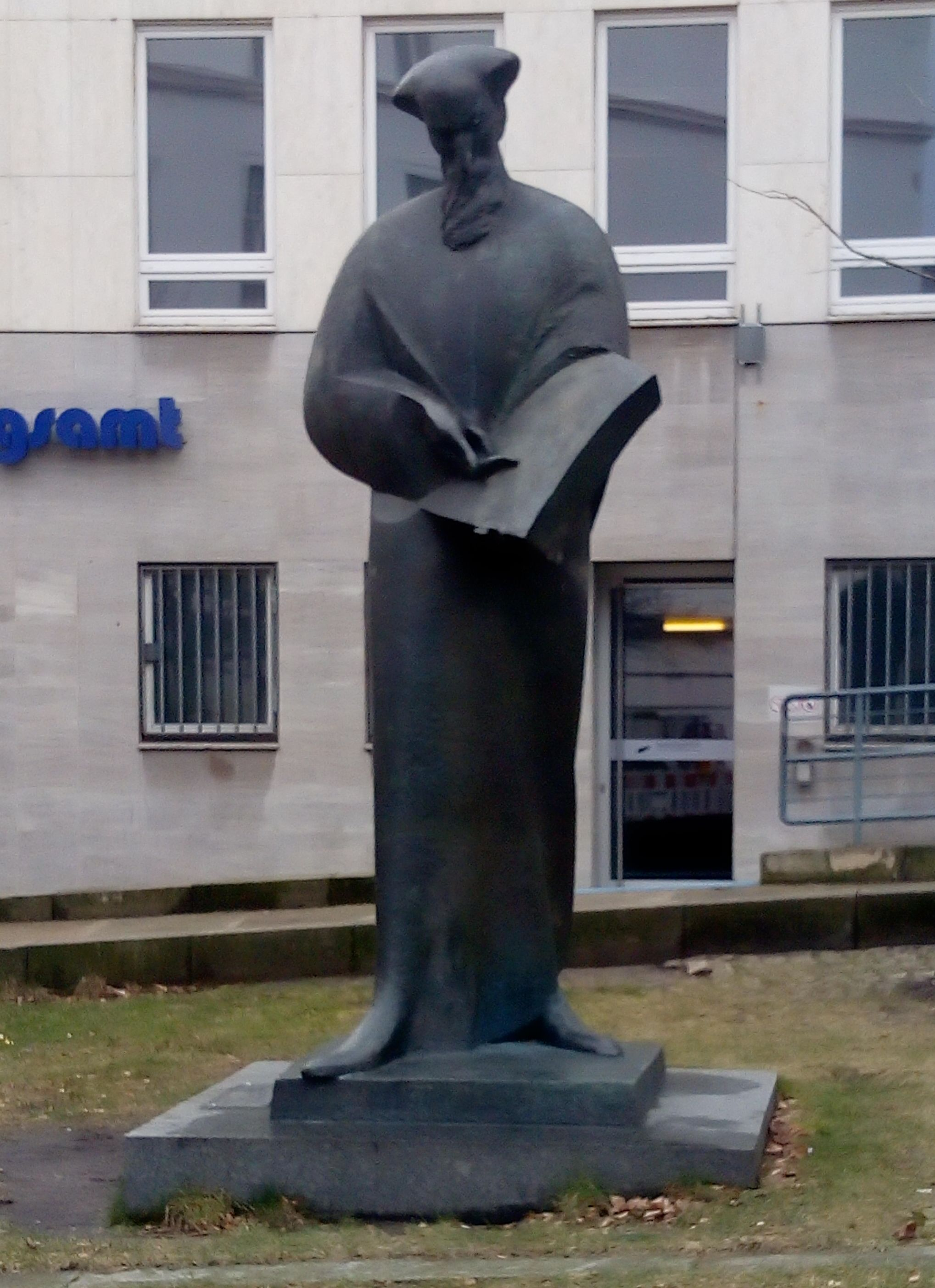
Statue von Marko Marulić in Berlin-Wilmersdorf

Marko Marulić (lateinisch Marcus Marulus; * 18. August 1450 in Split; † 5. Januar 1524 ebenda) war ein kroatischer Dichter und Humanist.

## Leben
Marko Marulić entstammte einer Adelsfamilie und erhielt seine Ausbildung zunächst in Split, später wahrscheinlich in Padua, obschon letzteres nicht eindeutig belegbar ist. Split erlebte in jenen Jahren seine Blütezeit. Der Humanismus und die Renaissance breiteten sich damals von Italien aus auf die anderen Mittelmeerländer aus. Der humanistischen Schule von Split gelang es, mit Tideo Acciarini einen hervorragenden Dichter und Pädagogen als Lehrer zu verpflichten. Marulić war sein Schüler und schrieb bereits mit 16–17 Jahren lateinische Epigramme, von denen einige erhalten sind.
Sein erstes erfolgreiches Werk war die Schrift De institutione bene vivendi per exempla sanctorum von 1506, die 62-mal aufgelegt wurde.
Marulić zog das Lateinische dem Kroatischen vor; dennoch gilt er als Vater der kroatischen Literatur. Er war der Erste, der Petrarca und Dante ins Kroatische übersetzte. Er schrieb das Epos Judita in Alt-Čakavisch, einem kroatischen Dialekt, gemäß allen Standards der humanistischen Epik. Indem er für die Dichtung in kroatischer Sprache als erster die hohen Anforderungen des westeuropäischen Standards anwandte, brachte er sie auf ein europäisches Niveau.

## Werke
- die komische Dichtung Poklad i korisma (Karneval und Fastenzeit)
- das Lied Molitva suprotiva Turkom (Das Gebet gegen die Türken) beschreibt, was die Kroaten bei den Angriffen der Türken erdulden mussten. Es galt jahrhundertelang als Vorbild für patriotische Poesie.
- das lateinische epische Gedicht Davidias in 6765 Hexametern über das Leben des biblischen Königs David mit einem Anhang in Prosa (Tropologica Davidiadis expositio), der eine allegorische Deutung von Personen und Ereignissen im Alten Testament bietet. Das Gedicht war Kardinal Domenico Grimani gewidmet, dem es jedoch anscheinend missfiel; jedenfalls wurde es nicht veröffentlicht und erst im 20. Jahrhundert wiederentdeckt und herausgegeben.
- In dem Lied Tuženje grada Hijerozolima[2] (Die Klage der Stadt Jerusalem) von 1522 beschreibt Marulić alle Gräuel, die das Volk erleiden musste, und wandte sich in den kroatischen Strophen mit einem Appell an den Papst. Der Papst wird ärgerlich aufgefordert, nicht faul zu sein (»… ne lini se …«), da es sonst zu spät sei. Marulić war der erste Kroate, der einen offenen Brief an Papst Hadrian VI. richtete.

## Textausgaben
- Miroslav Marcovich (Hrsg.): M. Maruli Delmatae Davidias. Brill, Leiden 2006, ISBN 90-04-14963-5 (kritische Edition)

## Belege
1. ↑  Bratislav Lučin: MARKO MARULIĆ I PADOVA. In: Kulturna baština. 39. Jahrgang, 14. Oktober 2013, S. 39–58, S. 41 f. (srce.hr).
2. ↑  Igor Fisković: Tematske sukladnosti Marulovih i suvremenih djela u Dalmaciji 15./16, stoljeća. In: Colloquia Maruliana. Bd. 5, 1996, S. 171–188, hier S. 184 (englische Zusammenfassung und Link zum PDF auf dem Hrcak Portal of scientific journals of Croatia).

| Personendaten    | Personendaten                                 |
| ---------------- | --------------------------------------------- |
| NAME             | Marulić, Marko                                |
| KURZBESCHREIBUNG | kroatischer Dichter und europäischer Humanist |
| GEBURTSDATUM     | 18. August 1450                               |
| GEBURTSORT       | Split                                         |
| STERBEDATUM      | 5. Januar 1524                                |
| STERBEORT        | Split                                         |